# Žiežmariai
Žiežmariai je město v okrese Kaišiadorys v Litvě. Leží 6 km jižně od města Kaišiadorys. Centrum Žiežmariai je státem chráněnou urbanistickou památkou.

## Historie
Žiežmariai se poprvé objevují ve 14. století v pramenu Řádu německých rytířů Die Littauischen Wegeberichte. V roce 1348 došlo nedaleko města, u řeky Strėvy, k bitvě mezi litevským velkovévodským vojskem vedeným Algirdasem a Kęstutisem a vojskem Řádu německých rytířů, známé jako bitva u Strėvy.
Od 15. století je doložena existence panství Žiežmariai, město samotné je poprvé zmíněno v roce 1487. V letech 1508 nebo 1509 zde byl postaven katolický kostel a roku 1520 byla založena škola. V roce 1576 a znovu v roce 1791 získaly Žiežmariai městská práva podle magdeburského práva, přičemž městský znak byl udělen v roce 1792. Ve druhé polovině 16. století město rychle rostlo díky své poloze při důležité cestě mezi Vilniusem a Kaunasem. Roku 1580 postihly město dva ničivé požáry.
V 18. století bylo město zpustošeno švédskou armádou během Severní války a zároveň zde vypukla epidemie moru. V roce 1812 utrpělo Žiežmariai další škody v důsledku průchodu Napoleonovy armády při francouzské invazi do Ruska.
Roku 1777 byla obnovena farní škola, v níž se vyučoval zpěv v latině a litevštině.

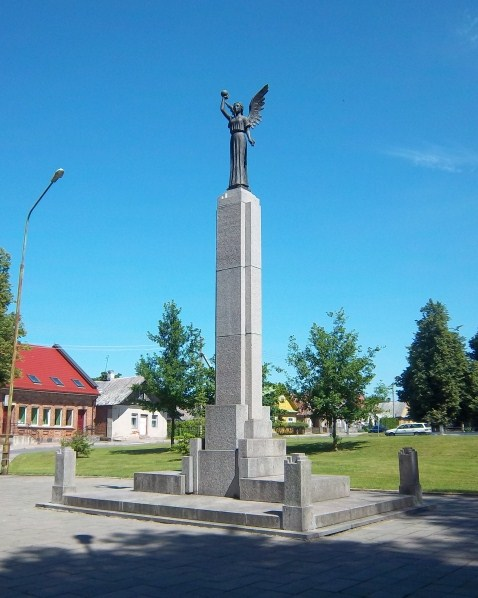
Pomník svobody, postavený v roce 1932, byl zničen sovětskými okupanty a obnoven v roce 1991.

Během litevských válek za nezávislost došlo poblíž Žiežmariai k bitvě, v níž litevská armáda zastavila postupující jednotky bolševiků.
Židovské obyvatelstvo mělo v Žiežmariai významnou úlohu již od 16. století a před druhou světovou válkou tvořilo přibližně 50 % místní populace. V roce 1941 bylo několik set Židů z města i z okolních obcí Kaišiadorys a Žasliai zavražděno při hromadných popravách, které páchaly jednotky Einsatzgruppen za podpory místních kolaborantů.
V letech 1941 a 1948 bylo během sovětské okupace deportováno 20 obyvatel města. V okolí byli rovněž aktivní litevští partyzáni z vojenského okruhu Didžioji Kova (Velký boj).

## Obyvatelstvo

### Demografický vývoj
Přehled počtu obyvatel Žiežmariai v letech 1865–2021:
| Rok  | Počet obyvatel |
| ---- | -------------- |
| 1865 | 1 210          |
| 1894 | 2 616          |
| 1923 | 2 198          |
| 1970 | 1 734          |
| 1979 | 2 622          |
| 1981 | 2 900          |
| 1987 | 3 500          |
| 1989 | 3 523          |
| 2001 | 3 884          |
| 2011 | 3 607          |
| 2015 | 3 400          |
| 2020 | 3 162          |
| 2021 | 3 158          |

- Údaje z let 1865–1989 pocházejí z litevských encyklopedií; konkrétní roky, k nimž se data vztahují, nejsou vždy přesně určeny.

### Národnostní složení
Podle sčítání lidu v roce 2011 žilo ve městě 3 607 obyvatel:
- Litevci – 96,7 % (3 488)
- Rusové – 1,39 % (50)
- Poláci – 0,83 % (30)
- Ostatní – 1,08 % (39)

Podle sčítání v roce 2001 zde žilo 3 884 obyvatel:
- Litevci – 96,63 % (3 753)
- Rusové – 1,7 % (66)
- Poláci – 0,85 % (33)
- Ostatní – 0,82 % (32)